# The Distillers (album)
Pour le groupe, voir The Distillers.
Albums de The Distillers
Sing Sing Death House
(2002)
The Distillers est le premier album du groupe de punk rock éponyme The Distillers sorti en 2000 sur le label Epitaph.
L'accueil critique a été positif, notamment par le site AllMusic qui lui a donné 3 étoiles sur 5.

## Liste des titres
1. Oh Serena (Dalle) – 2:32
2. Idoless (Dalle) – 2:28
3. The World Comes Tumblin' (Dalle) – 3:08
4. L.A. Girl (Dalle) – 2:59
5. Distilla Truant (Dalle) – 2:24
6. Ask the Angels (Ivan Král, Patti Smith) – 3:10
7. Oldscratch (Dalle) – 0:43
8. Girlfixer (Dalle, Kim Fuellman) – 1:14
9. Open Sky (Dalle) – 3:07
10. Red Carpet and Rebellion (Dalle) – 3:08
11. Colossus U.S.A. (Dalle) – 2:15
12. Blackheart (Dalle) – 1:45
13. Gypsy Rose Lee (Dalle) – 3:54
14. The Blackest Years (Dalle) – 7:28